# Nymphon spiniventris
Nymphon spiniventris är en havsspindelart som beskrevs av Stock, J.H. 1953. Nymphon spiniventris ingår i släktet Nymphon och familjen Nymphonidae. Inga underarter finns listade i Catalogue of Life.